# منتخب ماليزيا لهوكي الجليد للناشئين
منتخب ماليزيا لهوكي الجليد للناشئين هو ممثل ماليزيا الرسمي في المنافسات الدولية في هوكي الجليد للناشئين
.